# Grave (Paesi Bassi)
Grave  è stata una municipalità dei Paesi Bassi di 12 900 abitanti situata nella provincia del Brabante Settentrionale.
Dal 1º gennaio 2022 la municipalità di Grave è stata soppressa e il suo territorio, insieme a quello delle ex-municipalità di Boxmeer, Cuijk, Mill en Sint Hubert e Sint Anthonis, è andato a formare la nuova municipalità di Land van Cuijk.

## Altri progetti

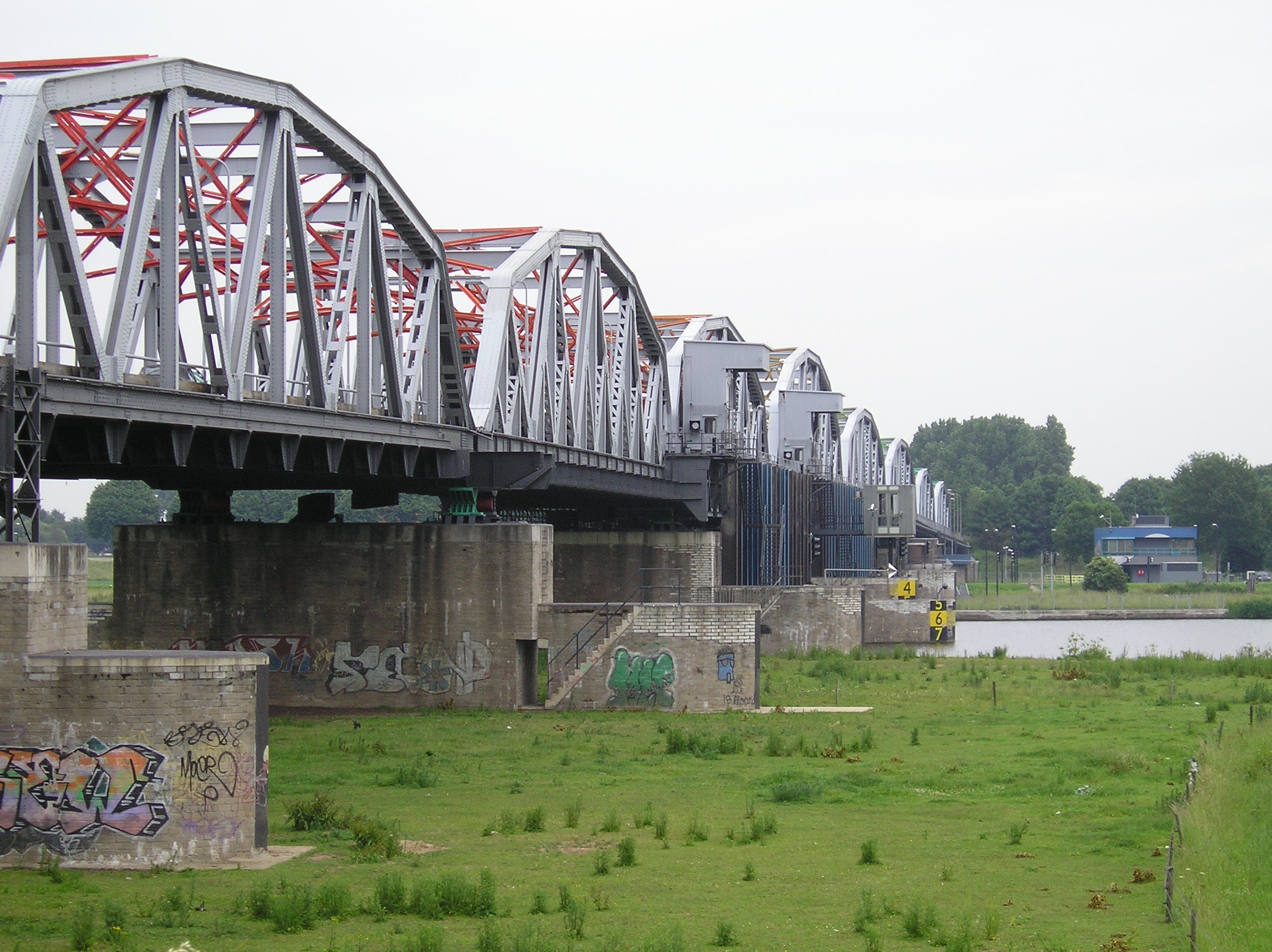
Il ponte di J.S.Thompson